# Напролом (фільм, 2000)
Напролом (англ. Icebreaker) — американський бойовик 2000 року режисера Девіда Джанколи.

## Сюжет
У горах, недалеко від модного гірськолижного курорту, впав літак з викраденими ядерними матеріалами. За смертоносним вантажем відправляється банда найманців — професіоналів на чолі з міжнародним терористом Грейгом. Обдуривши ФБР, бойовики висаджуються у горах, знищують засоби зв'язку і беруть в заручники всіх туристів, що відпочивають на курорті. Єдиний, хто уникнув загальної долі — рятувальник Метт, який перебував у цей час в горах. Йому доведеться вирішити нелегку задачу: перехитрити бандитів, не давши ім заволодіти вантажем, і звільнити заручників, серед яких знаходиться його наречена. Терористи добре озброєні і діють по війсковому, але у Метта є одна перевага — він знає гори, як свої п'ять пальців. Це робота для справжнього «міцного горішка» — невиліковно хворий Грейг готується наостанок якомога голосніше «грюкнути дверима», влаштувавши маленький ядерний Апокаліпсис.

## У ролях
| Актор                   | Роль                 |
| ----------------------- | -------------------- |
| Шон Астін               | Метт Фостер          |
| Брюс Кемпбелл           | Карл Грейг           |
| Стейсі Кіч              | Білл Фостер          |
| Сюзанн Тернер           | Мег Фостер           |
| Сандра Дж. Абатьелл     | відвідувач ресторану |
| Джордж Едейр            | Baselodge employee   |
| Джон Д. Александр       | помічник Сондри 3    |
| Джейсон Ардженто        | Ski Lodge Employee   |
| Ерік Дж. Барбік         | офіціант             |
| Ненсі Беррі             | Base Lodge Clerk     |
| Стів Беррі              | Base Lodge Clerk     |
| Скотт Бігелоу           | спецназівець         |
| Лорен Бонд              | відвідувач ресторану |
| Стів Брейкстоун         | відвідувач ресторану |
| Патрік Барджерон        | відвідувач ресторану |
| Бріджет Барнетт         | відвідувач ресторану |
| Сандра Картнер          | відвідувач ресторану |
| Кент Касселла           | охоронець 2          |
| Афіна Кайра             | гість готелю         |
| Лайам Клоф              | відвідувач ресторану |
| Семюель Дж. Коррузо     | федеральний агент    |
| Тімоті Дж. Каллен       | Бенні                |
| Стефані Де Карро        | відвідувач ресторану |
| Расті Де Віз            | Тіммі                |
| Кілі Діксон             | федеральний агент    |
| Джейсон Долметш         | відвідувач ресторану |
| Том Донахью             | федеральний агент    |
| Мелісса Фейгнант        | робітник кухні       |
| Джейсон Фіарон          | терорист 3           |
| Сандра Гартнер          | відвідувач ресторану |
| Джілл Гейтс             | відвідувач ресторану |
| Адам Граймс             | Беррі                |
| Роббі Ханс              | відвідувач ресторану |
| Пеггі Хейес             | кореспондент Джейн   |
| Тодд Дж. Хатчінсон      | робітник кухні       |
| Джон Джеймс             | Віллі Ленглі         |
| Б.Дж. Чандлер Джеромайн | відвідувач ресторану |
| Том Джойс               | охоронець 4          |
| Марк «Вуді» Кеппел      | Бек                  |
| Річард Кінкейд          | Клей                 |
| Ейлін Кох               | відвідувач ресторану |
| Девід В. Лечанс         | спецназівець         |
| Рей Ламорія             | спецназівець         |

| Актор             | Роль                    |
| ----------------- | ----------------------- |
| Елісон Ліс-Тейлор | Сондра                  |
| Мелісса Дж. Лоурі | Тіллі                   |
| Керол Лайонс      | відвідувач ресторану    |
| Керол Мелоун      | гість готелю            |
| Крісті Маркус     | лижник                  |
| Крістофер Масор   | гість готелю            |
| Джон Маттінглі    | спецназівець снайпер    |
| Ден Мазур         | орендар                 |
| Ненсі МакГілл     | відвідувач ресторану    |
| Стів Меллор       | Дейв                    |
| Лаура А. Мур      | відвідувач ресторану    |
| Рон Негл          | охоронець 3             |
| Майк Аутскай      | спецназівець            |
| Деніел Дж. Палмер | відвідувач ресторану    |
| Джон Папіс        | помічник Сондри 1       |
| Брюс Перкінс      | п'яний на сходинках     |
| Чад Пітерс        | відвідувач ресторану    |
| Шеннон Пайтенєло  | робітник кухні          |
| Роб Ренберг       | спецназівець            |
| Кеті Рівз         | Base Lodge Clerk        |
| Сьюзен Рейсс      | відвідувач ресторану    |
| Річард Ружгарден  | помічник Сондри 2       |
| Кендалл Салман    | Base Lodge Clerk        |
| Леслі Савой       | відвідувач ресторану    |
| Девід Шеувекер    | спецназівець            |
| Пол Шнабель       | Франц                   |
| Деббі Скрентон    | відвідувач ресторану    |
| Амелія Шарп       | гість готелю            |
| Крейг Шеллі       | пожежник                |
| Гарі А. Шанерт    | спецназівець            |
| Майкл Сімс        | охоронець 1             |
| Джон Р. Слай      | спецназівець            |
| Сьюзен Снікен     | відвідувач ресторану    |
| Карл Свенсон      | пілот вертольота        |
| Керол А. Тембуро  | гість готелю            |
| Джеррі Тіфт       | відвідувач ресторану    |
| Роберт Томс       | пілот                   |
| Брюс Вейл         | терорист 1              |
| Майкл Верайфф     | відвідувач ресторану    |
| Джон М. Волліс    | перший пацієнт допомоги |
| Сет Вайз          | терорист 2              |
| Хассо Вюрслін     | Джош                    |
| Хоуі Зак          | спецназівець            |